# Capdellá
Capdellá (oficialmente y en catalán Es Capdellà) es una localidad perteneciente al municipio español de Calviá (Mallorca, Islas Baleares). Está situado en un monte conocido como el Puig de sa Grua, a una altitud de 115 metros sobre el nivel del mar, y cuenta con una población de aproximadamente 1000 habitantes. Sus vecinos más cercanos son la villa de Calviá, Galilea y Andrach.
Se ha convertido en un lugar esencialmente residencial, donde conviven varias nacionalidades (unas 80 en 2009) que han decidido establecer su residencia en este lugar gracias a su tranquilidad.
Tiene una extensión de 71,81 ha.

## Etimología
El nombre de Capdellá, que en catalán significa al final de allá,  aparece por primera vez en el Llibre dels estims de la parroquia de Calviá de 1663.
En las afueras se encuentran algunas posesiones, como Son Vic Nou, Son Vic Vell, sa Cova, Son Hortelà, Son Durí, Son Cabot, sa Coma, Ses Algorfes, Son Alfonso, Son Martí, Son Claret y las casas de Galazón (antigua finca que fue propiedad de Ramón Burgués-Safortesa i Fuster, conde de Formiguera, uno de los mallorquines más influyentes del siglo XVII). Una leyenda del siglo XIX, inspirada en la del Comte Arnau de Cataluña, cuenta que se convirtió en el Comte Mal, caballero que fue condenado por su crueldad a cabalgar eternamente por las noches sobre un caballo negro envuelto en llamas.

## Geografía
Entre las montañas que rodean al pueblo se encuentran el pico de Galazón (1.026 m), el puig de s'Esclop (926 m) y el puig Batiat (645 m). Las montañas más próximas y de menos altitud son el puig Vermell (160 m), sa Grua (483 m), el puig de Cero (194 m) y el puig de ses Tàrtares (159 m).
Capdellá celebra sus fiestas patronales en el mes de julio por la Virgen del Carmen.
El pueblo proporciona varias excursiones a pie o en bicicleta, siendo una de las más largas la subida al pico de Galazón.

## Historia
El origen de Capdellá fue la concentración de jornaleros agrícolas de las posesiones del obispo de Barcelona que tenía en régimen de pariaje con el rey.
Al principio las casas de estos jornaleros se agruparon en tres bloques, el que ahora constituye el núcleo urbano, el del Serral (en la actualidad unido al anterior) y el de la Vallverda.
En el año 1778 la población era de unas 200 personas, un siglo después, en 1888 había registradas en el padrón parroquial 1139 personas.

## Arquitectura

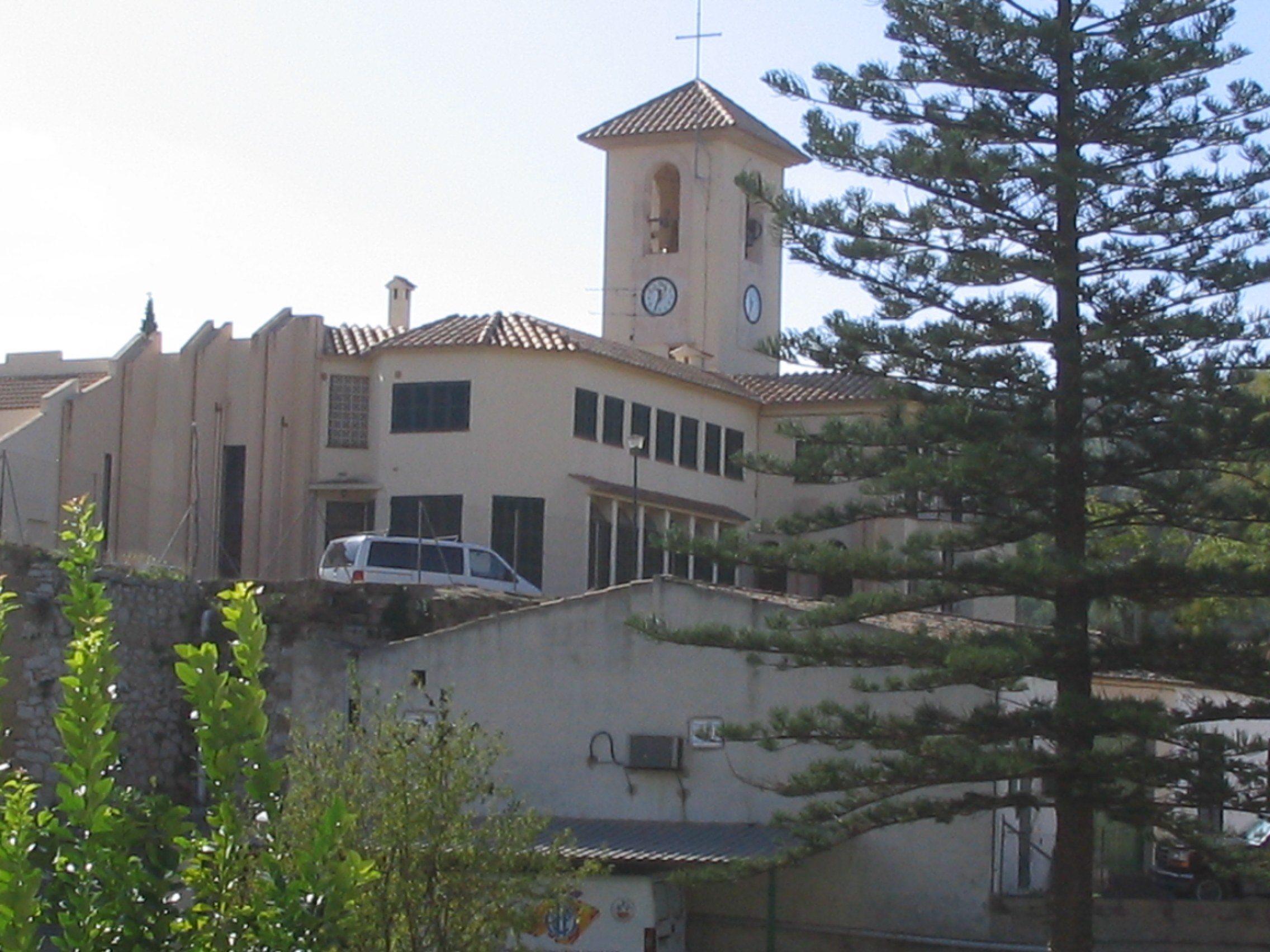
Iglesia parroquial Nuestra señora del Carmen en Capdellá.

La primera iglesia oratorio que se construyó fue por orden de Jaume Palmer Calafat el año 1768, para facilitar la asistencia religiosa a los habitantes que vivían allí (ya que estos se tenían que desplazar a Calviá, a 3 km) y el año 1863 se amplió. El 16 de enero de 1978 cayó un rayo sobre la antigua iglesia y causó algunos destrozos. En contra de la opinión del pueblo se decidió derribarla y construir una nueva. La primera piedra se colocó el 18 de junio de 1980 y el 4 de julio de 1982, el obispo Teodor Úbeda la bendijo.